# 1868
1868 (MDCCCLXVIII) byl rok, který dle gregoriánského kalendáře započal středou.

## Události

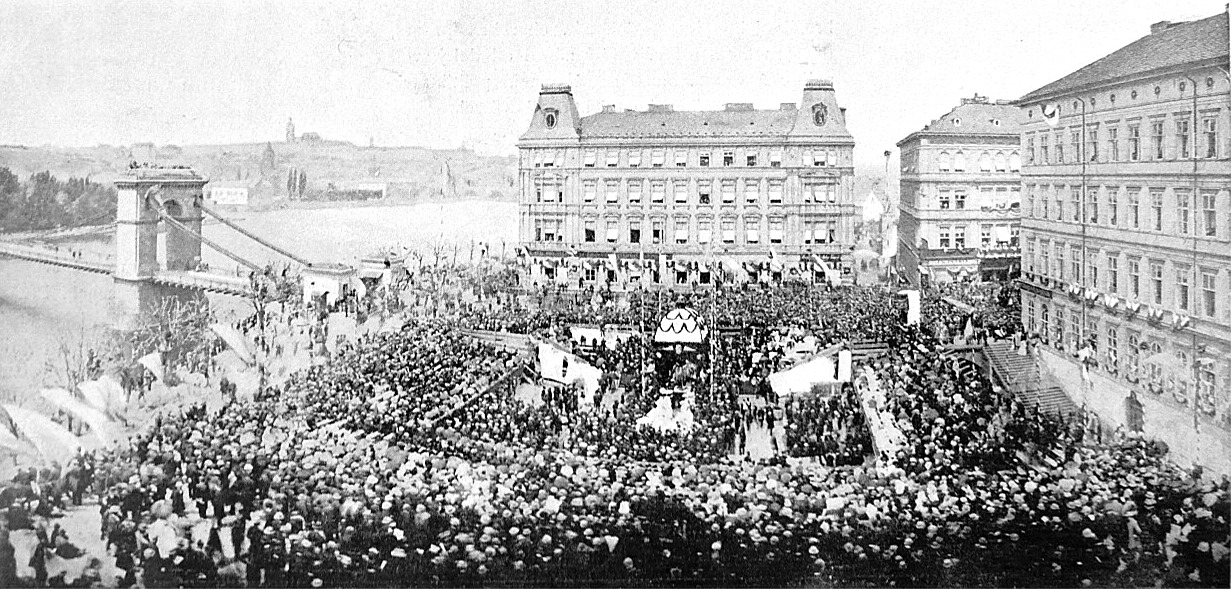
Slavnostní pokládání základního kamene Národního divadla v Praze

### Česko
- 27. dubna – Do provozu dáno nádraží Praha-Bubny
- 16. května – Položení základního kamene Národního divadla
- 10. listopadu – U Cerhovic při dosud největší železniční nehodě v Čechách zahynulo asi 35 osob a 60 jich bylo zraněno.
- V Praze byl otevřen Bubenečský tunel.

### Svět
- 3. ledna – Císař Meidži zahájil reformy Meidži, začala občanská Válka Bošin.
- 11. června – Založena humanitární organizace Turecký červený půlměsíc
- 29. června – Papež Pius IX. svolal První vatikánský koncil, který byl zahájen 8. prosince 1869
- 3. září – město Edo bylo přejmenováno na Tokio
- 20. září – Chorvatsko-uherské vyrovnání
- V Lucembursku byla přijata ústava.

### Probíhající události
- 1868–1869 – Válka Bošin

## Vědy a umění
- 23. března – založena Kalifornská univerzita
- 16. května – V pražském Novoměstském divadle měla premiéru Smetanova opera Dalibor
- 21. června – premiéra opery Mistři pěvci norimberští (R. Wagner) v Královském dvorním a národním divadle v Mnichově
- 18. srpna – Francouzský fyzik Pierre Janssen objevil hélium
- 29. října – Premiéra baletu Král Candaule (Le Roi Candaule) Cesare Pugniho v Mariinském divadle v Petrohradě, choreografie Marius Petipa
- založena Technická univerzita v Mnichově
- Jules Verne vydal román Děti kapitána Granta
- Karolina Světlá vydala román Kříž u potoka

## Narození
Automatický abecedně řazený seznam viz Kategorie:Narození v roce 1868

### Česko

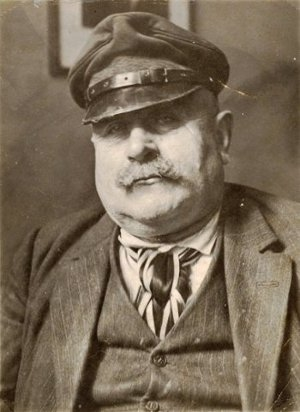
Jan Eskymo Welzl (* 15. srpna)

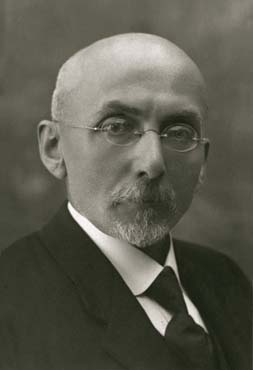
Otokar Březina (* 13. září)

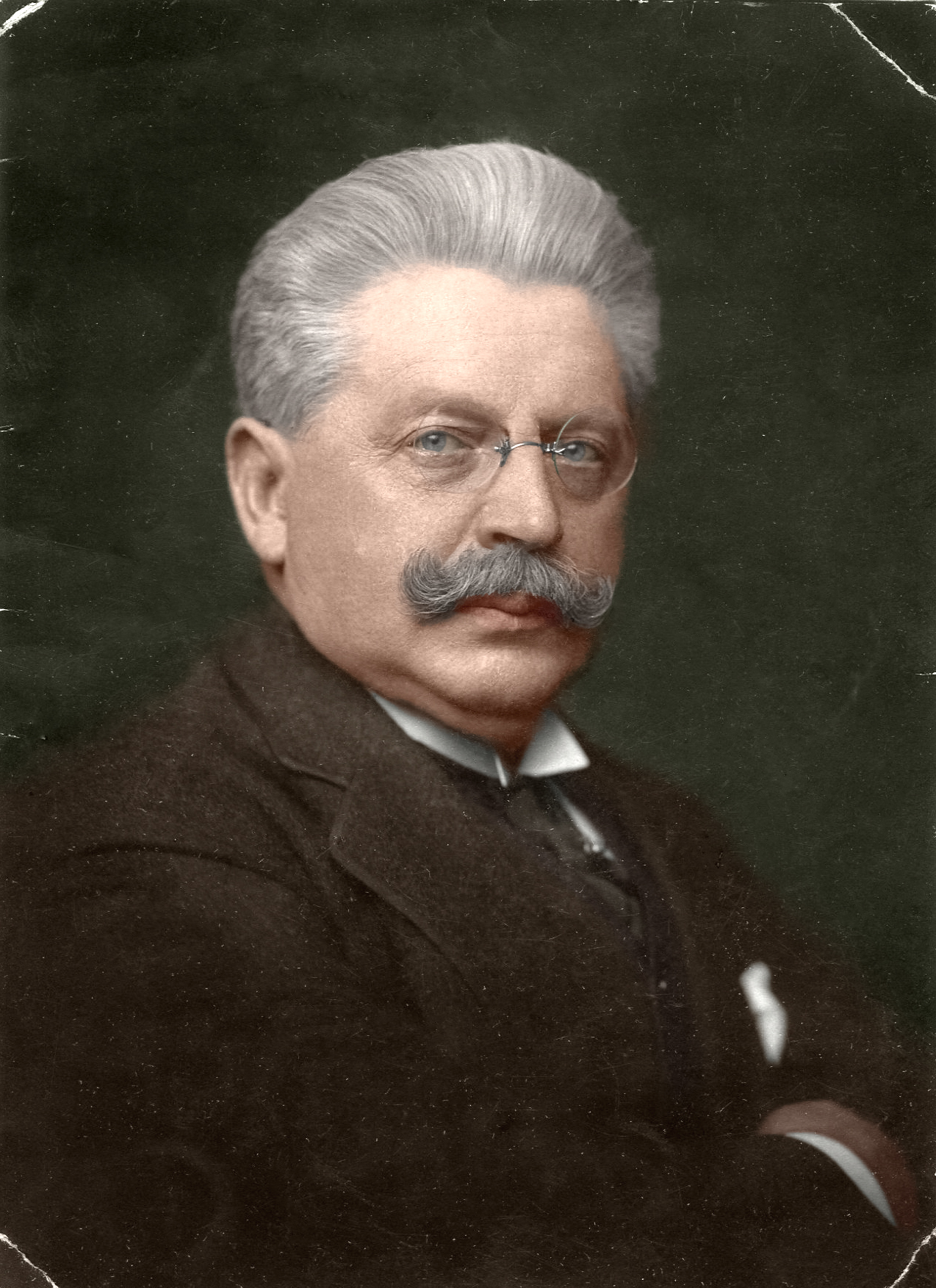
Václav Klofáč (* 21. září)

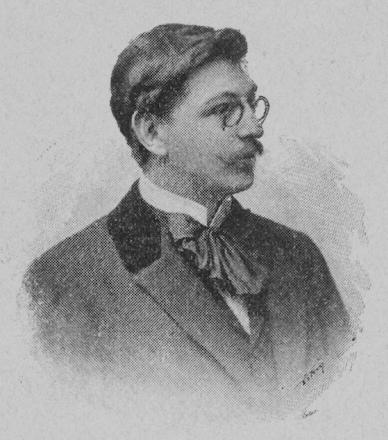
Jaroslav Kvapil (* 25. září)

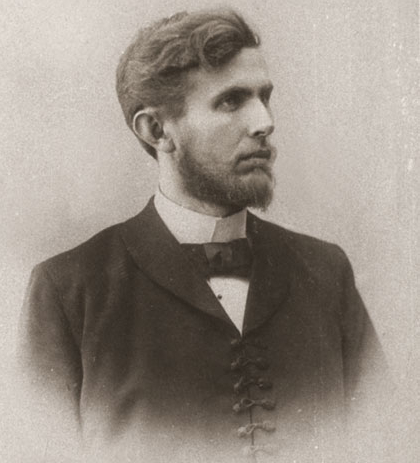
Václav Klement (* 16. října)

- 5. ledna – Eduard Tregler, varhaník a hudební skladatel († 6. srpna 1932)
- 7. ledna – Josef Dolanský, československý politik, ministr několika vlád († 30. listopadu 1943)
- 11. ledna – Adolf Prokůpek, politik († 16. října 1934)
- 16. ledna – Cyril Metoděj Hrazdira, skladatel, dirigent a sbormistr († 3. prosince 1926)
- 30. ledna – Bedřich ze Schaumburg-Lippe, šlechtic, majitel zámků v Náchodě a Ratibořicích († 12. prosince 1945)
- 4. února – Karel Prášek, ministr zemědělství († 13. února 1932)
- 6. února – Josef Bašek, malíř, krajinář († 25. listopadu 1914)
- 17. února – Pavel Huyn, 30. arcibiskup pražský († 1. října 1946)
- 22. února – Wenzel Feierfeil, československý politik německé národnosti († 19. března 1941)
- 26. února – František Úprka, sochař († 8. září 1929)
- 6. března – František Hamza, lékař a spisovatel († 4. června 1930)
- 9. března – Josef Teska, politik († 31. července 1945)
- 10. března – Jindřich Uzel, zoolog, entomolog, fytopatolog († 19. května 1946)
- 20. března – Jan Kříženecký, architekt, průkopník kinematografie a fotograf († 9. února 1921)
- 27. března – Františka Kolaříková, politička a poslankyně († ?)
- 30. března – František Cajthaml, spisovatel a dělnický aktivista († 3. května 1936)
- 31. března – Josef Loutocký, reformní pedagog a spisovatel († 7. ledna 1931)
- 1. dubna
  - Jan Kolář, profesor mostního stavitelství, rektor ČVUT († 18. dubna 1958)
  - Alois Kolísek, politik († 25. srpna 1931)
  - Eduard Neumann, lékař, překladatel († 19. října 1942)
  - František Vážný, prezident Nejvyššího soudu († 9. března 1941)
- 2. dubna – Ludwig Wokurek, československý politik německé národnosti († ?)
- 7. dubna – Alois Stompfe, předseda české advokátní komory († 25. června 1944)
- 10. dubna – Richard Hrdlička, historik a spisovatel († 22. června 1967)
- 18. dubna – Josef Sigmond, profesor lesnické fakulty v Praze († 6. ledna 1956)
- 19. dubna – Josef Čižmář, lékárník, historik a folklorista († 22. prosince 1965)
- 10. května – Josefine Weber, československá politička německé národnosti († ?)
- 15. května – Jan Hejčl, římskokatolický teolog († 5. února 1935)
- 17. května – Stanislav Otruba, hudební skladatel († 21. května 1949)
- 22. května – Anton Schalk, rakouský český politik († 4. července 1951)
- 25. května – Otokar Bém, architekt († 28. října 1949)
- 11. června – Jiří Haussmann, soudce, státní úředník a politik († 19. července 1935)
- 16. června – Ladislav Syllaba, lékař a politik († 30. prosince 1930)
- 22. června – Alois Čenský, architekt († 29. prosince 1954)
- 26. června – Bohumil Podhrázský, malíř († 4. března 1890)
- 29. června – Antonín Váňa, překladatel z francouzštiny († 24. února 1898)
- 30. června – Alois Musil, orientalista a arabista († 12. dubna 1944)
- 8. července – Karel Viškovský, čs. ministr spravedlnosti a obrany († 20. listopadu 1932)
- 10. července – Růžena Svobodová, spisovatelka († 1. ledna 1920)
- 19. července – Josef Antonín Jíra, archeolog a sběratel († 22. ledna 1930)
- 25. července – Josef Jedlička, rektor ČVUT († 2. ledna 1938)
- 7. srpna – Karel Bulíř, lékař a popularizátor († 22. dubna 1939)
- 12. srpna – Anton Schäfer, československý politik německé národnosti († 24. listopadu 1945)
- 15. srpna
  - František Hybš, politik († 2. dubna 1944)
  - Jan Eskymo Welzl, cestovatel († 18. září 1948)
- 30. srpna – Eduard Löwa, československý politik německé národnosti († 14. října 1941)
- 4. září – Imrich Parák, ekonom a politik († 17. června 1934)
- 13. září – Otokar Březina, básník a spisovatel († 25. března 1929)
- 15. září – František Urban, malíř († 9. března 1919)
- 19. září – Karel Václav Adámek, spisovatel a politik († 18. prosince 1944)
- 20. září – Lubor Niederle, slavista, antropolog, etnolog a archeolog († 14. června 1944)
- 21. září
  - Franz Reitterer, nakladatel a poslanec Českého zemského sněmu († 29. července 1932)
  - Václav Klofáč, novinář a politik († 10. července 1942)
- 23. září
  - Maxmilián Fatka, státní úředník a politik († 3. února 1962)
  - František Jureček, stavitel a sběratel umění († 5. října 1925)
- 25. září – Jaroslav Kvapil, básník a dramatik († 10. ledna 1950)
- 27. září – Otakar Auředníček, právník, básník a překladatel († 1. června 1947)
- 29. září – Matthias Krepenhofer, československý novinář a politik německé národnosti († 6. června 1943)
- 1. října – František Buříval, politik († 8. srpna 1929)
- 5. října – Franz Spina, československý politik německé národnosti († 17. září 1938)
- 8. října – Nikolaj Nikolajevič Ryžkov, představený pravoslavných chrámů v Praze a Karlových Varech († 6. února 1920)
- 13. října – Anton Dietl, československý politik německé národnosti († 5. května 1945)
- 16. října – Václav Klement, knihkupec, zakladatel automobilky Laurin & Klement († 12. srpna 1938)
- 21. října – Hieronymus Schlossnikel, československý politik německé národnosti († 29. ledna 1942)
- 3. listopadu – Karel Kamínek, spisovatel († 24. června 1915)
- 16. listopadu – Eliška Purkyňová, politička († 22. října 1933)
- 17. listopadu – Jaroslav Bidlo, historik († 1. prosince 1937)
- 19. listopadu – Josef Skřivánek, architekt a ochotnický divadelník († 28. ledna 1934)
- 20. listopadu – Josef Kubelka, básník († 20. července 1894)
- 26. listopadu
  - Hana Benoniová, herečka († 9. září 1922)
  - Augustin Fibiger, sekretář litoměřického biskupa († 8. května 1936)
- 27. listopadu – Antonín Kubát, „Poslední podskalák“ († 17. července 1967)
- 28. listopadu – František Drdla, houslista a hudební skladatel († 3. září 1944)
- 8. prosince – Adolf Zdrazila, malíř († 23. května 1942)

### Svět

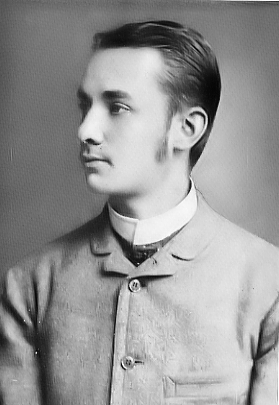
Gustav Meyrink (* 19. ledna)

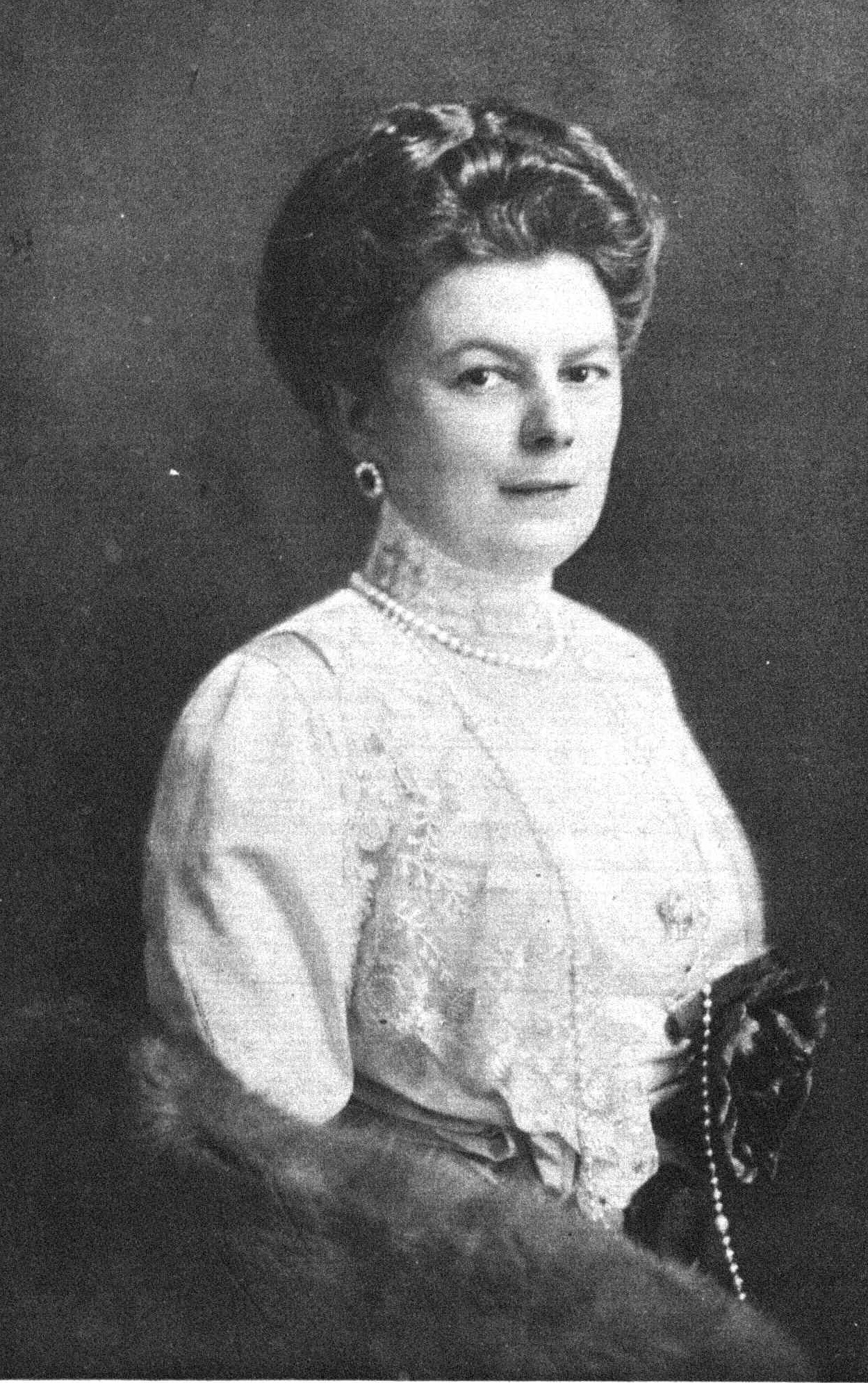
Žofie Chotková (* 1. března)

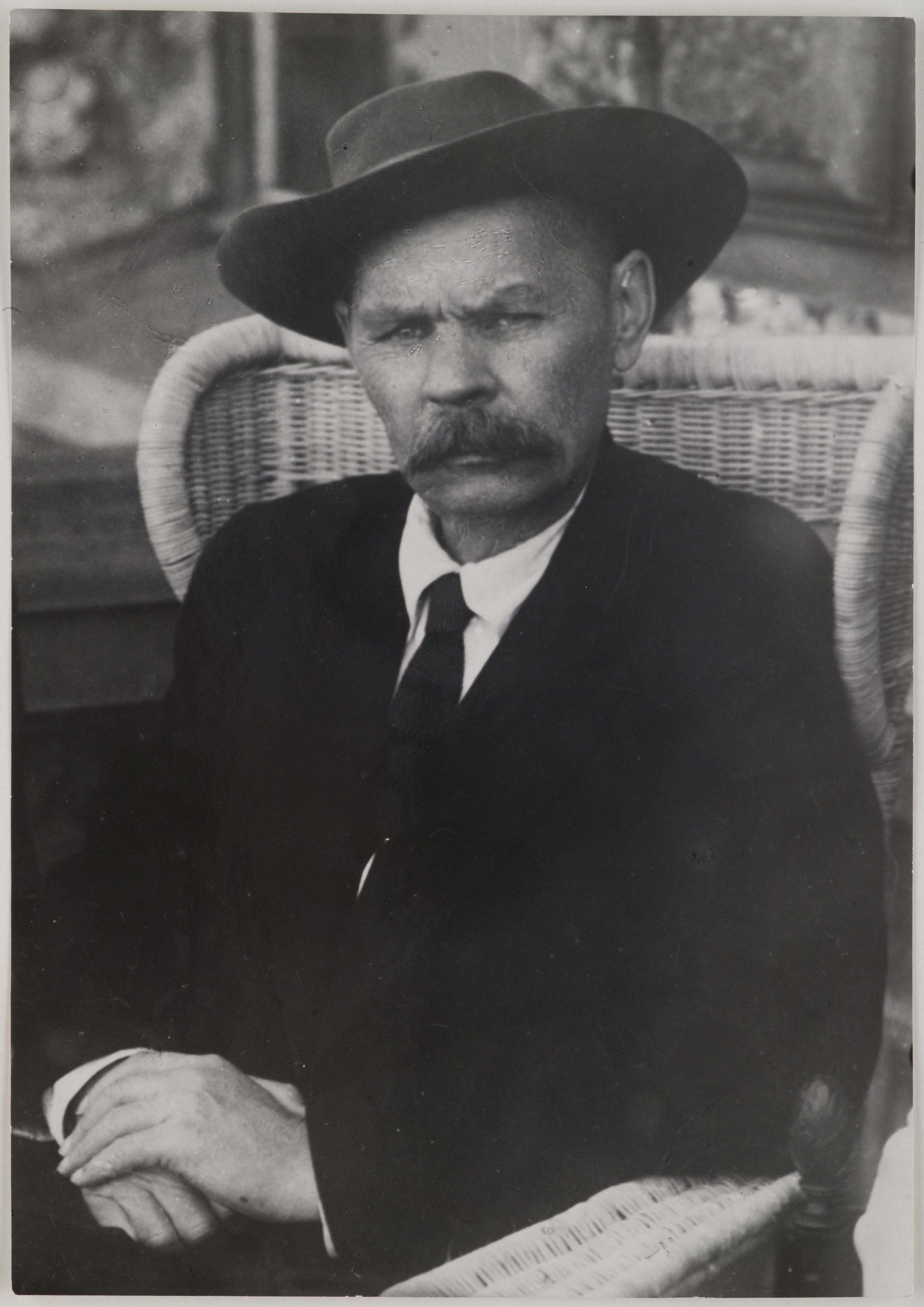
Maxim Gorkij (* 28. března)

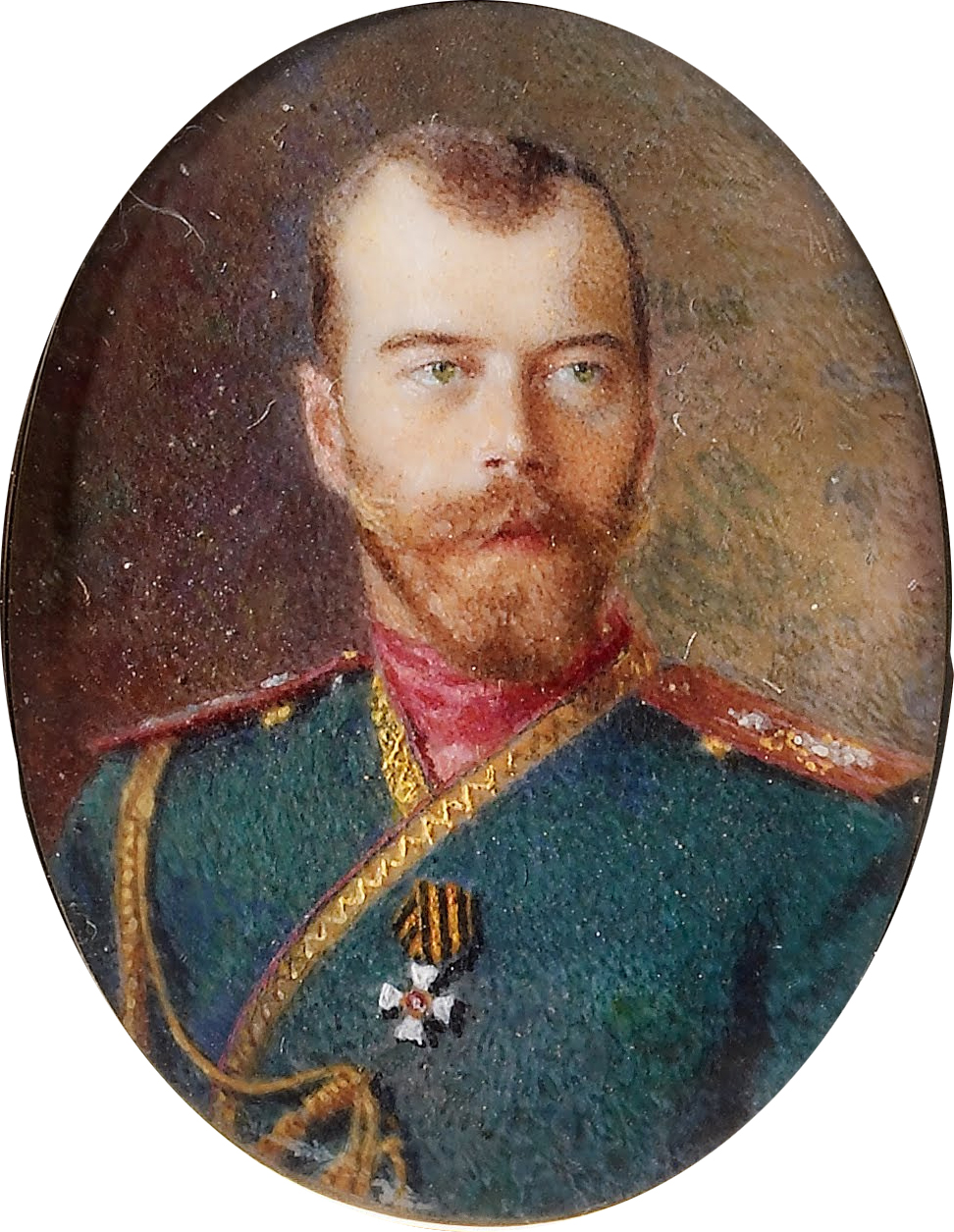
Mikuláš II. Alexandrovič (* 18. května)

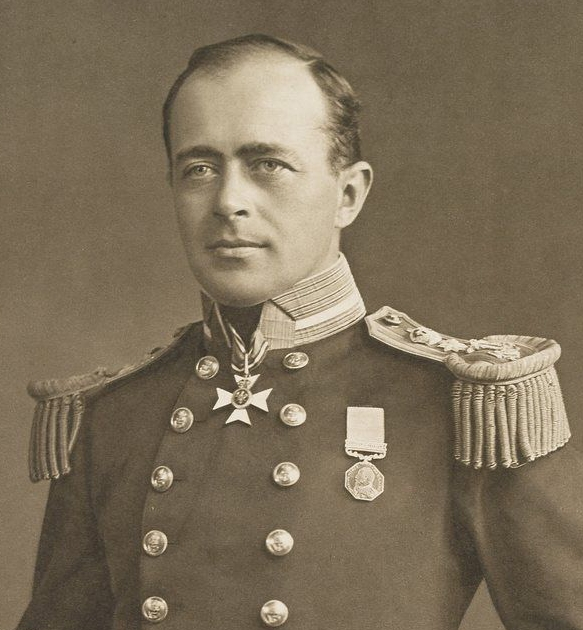
Robert Falcon Scott (* 6. června)

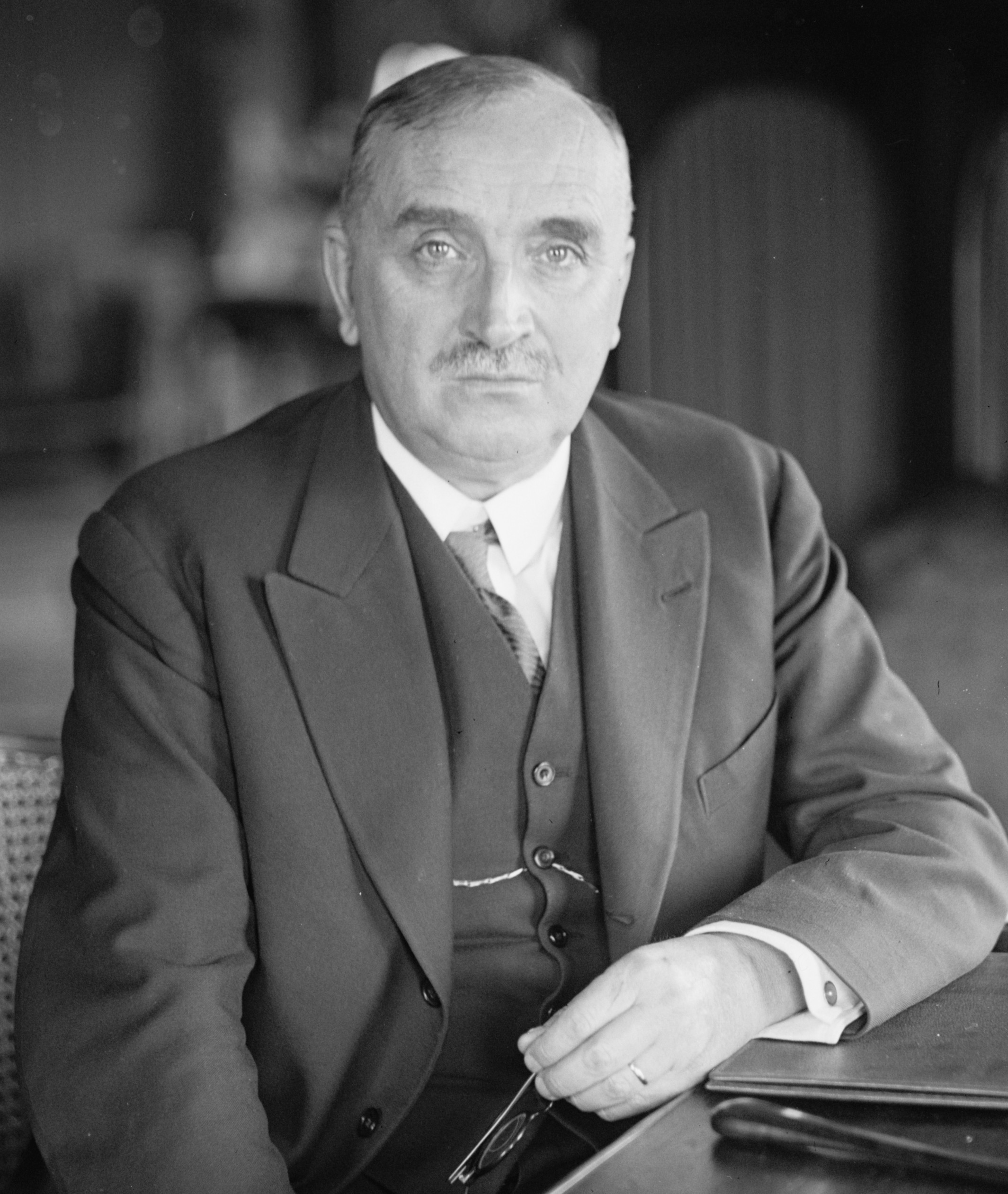
Paul Claudel (* 6. srpna)

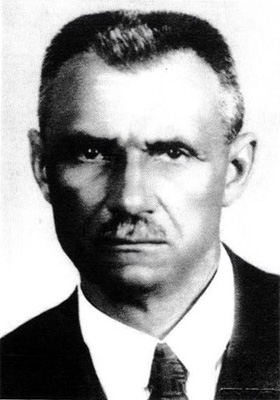
Dušan Jurkovič (* 23. srpna)

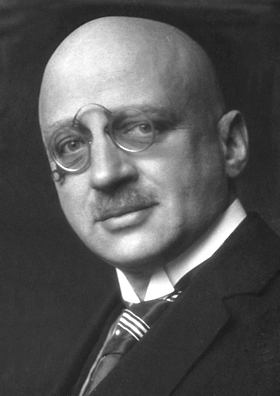
Fritz Haber (* 9. prosince)

- 2. ledna – Arthur Gore, britský tenista, dvojnásobný olympijský vítěz († 1. prosince 1928)
- 6. ledna – Vittorio Monti, italský skladatel, houslista a dirigent († 20. června 1922)
- 14. ledna – Noe Žordanija, gruzínský novinář a politik († 11. ledna 1953)
- 17. ledna – Louis Couturat, francouzský filozof, logik, matematik a lingvista († 3. srpna 1914)
- 19. ledna – Gustav Meyrink, pražský, německy píšící, spisovatel († 4. prosince 1932)
- 29. ledna – Albin Egger-Lienz, rakouský malíř († 4. listopadu 1926)
- 31. ledna – Theodore William Richards, americký fyzik († 2. dubna 1928)
- 8. února – Lionel Walter Rothschild, druhý baron Rothschild, britský bankéř, politik a zoolog († 27. srpna 1937)
- 16. února
  - Edward S. Curtis, americký antropolog a fotograf († 19. října 1952)
  - Wilhelm Schmidt, německý teolog, lingvista, antropolog a etnolog († 10. ledna 1954)
- 19. února – Enrico Annibale Butti, italský spisovatel († 29. listopadu 1912)
- 20. února – Pompeu Fabra, katalánský jazykovědec († 25. prosince 1948)
- 23. února
  - William Edward Burghardt Du Bois, americko-ghanský sociolog, historik a spisovatel († 27. srpna 1963)
  - Nachman Syrkin, ruský politický teoretik a sionista († 6. září 1924)
- 24. února – George R. Lawrence, americký fotograf († 15. prosince 1938)
- 1. března – Žofie Chotková, šlechtična († 28. června 1914)
- 3. března – Émile Chartier, francouzský filosof († 2. června 1951)
- 9. března – Filipp Macharadze, gruzínský politik († 10. prosince 1941)
- 18. března – Josef Marek, slovenský veterinář, vědec a pedagog († 7. září 1952)
- 22. března – Robert Andrews Millikan, americký fyzik († 19. prosince 1953)
- 26. března – Fuad I., egyptský král († 28. dubna 1936)
- 28. března – Maxim Gorkij, ruský spisovatel, dramatik a básník († 18. června 1936)
- 29. března – Selwyn Edge, britský automobilový závodník australského původu († 12. února 1940)
- 30. března – Koloman Moser, rakouský designér a malíř († 18. října 1918)
- 1. dubna – Edmond Rostand, francouzský dramatik a básník († 2. prosince 1918)
- 10. dubna – George Arliss, britský herec († 5. února 1946)
- 14. dubna – Peter Behrens, německý architekt († 27. února 1940)
- 16. dubna – Pavle Popović, srbský profesor filosofie a publicista († 4. června 1939)
- 20. dubna – Charles Maurras, francouzský nacionalistický politik, novinář a spisovatel († 16. listopadu 1952)
- 22. dubna
  - Marie Valerie Habsbursko-Lotrinská, rakouská arcivévodkyně († 6. září 1924)
  - José Vianna da Motta, portugalský klavírista a skladatel († 1. června 1948)
- 28. dubna
  - Émile Bernard, francouzský malíř († 16. dubna 1941)
  - Georgij Feodosjevič Voronoj, ukrajinský matematik († 20. listopadu 1908)
- 5. května – Fritz Waerndorfer, rakouský průmyslník, mecenáš umění († 9. srpna 1939)
- 6. května – Gaston Leroux, francouzský spisovatel († 15. dubna 1927)
- 7. května – Stanisław Przybyszewski, polský spisovatel († 23. listopadu 1927)
- 12. května – Myrtle Corbin, „Čtyřnohá dívka z Texasu“ († 6. května 1928)
- 13. května – Sumner Paine, olympijský vítěz ve sportovní střelbě († 18. dubna 1904)
- 14. května – Magnus Hirschfeld, německý lékař a sexuolog († 14. května 1935)
- 18. května – Mikuláš II. Alexandrovič, poslední ruský car († 17. července 1918)
- 25. května
  - Charles Hitchcock Adams, americký amatérský astronom († 8. srpna 1951)
  - David Janowski, francouzský šachový mistr († 15. ledna 1927)
- 27. května – Aleksa Šantić, srbský básník († 2. února 1924)
- 29. května – Adalbert von Widmann, předlitavský šlechtic a politik († ?)
- 31. května
  - Jane Avrilová, francouzská tanečnice († 16. ledna 1943)
  - Victor Cavendish, 9. vévoda z Devonshiru, britský konzervativní státník a šlechtic († 6. května 1938)
- 5. června – James Connolly, irský socialistický politik († 12. května 1916)
- 6. června – Robert Falcon Scott, britský polárník († 29. března 1912)
- 7. června
  - Auguste Bluysen, francouzský architekt († 1952)
  - Charles Rennie Mackintosh, skotský architekt († 10. prosince 1928)
- 14. června – Karl Landsteiner, rakouský biolog] a fyzik († 26. června 1943)
- 18. června – Miklós Horthy, regent Maďarska a hlavu státu († 9. února 1957)
- 19. června
  - Heinrich Schenker, rakouský hudební teoretik a skladatel († 13. ledna 1935)
  - Jane Reece, americká fotografka († 10. června 1961)
- 24. června – Scipio Sighele, italský kriminolog († 21. října 1913)
- 28. června – Wacław Zaleski, ministr financí Předlitavska († 24. prosince 1913)
- 29. června – George Ellery Hale, americký astronom († 21. února 1938)
- 4. července – Henrietta Swan Leavittová, americká astronomka († 12. prosince 1921)
- 12. července – Stefan George, německý básník († 4. prosince 1933)
- 30. července – Alfred Weber, německý ekonom, sociolog a filosof († 2. května 1958)
- 31. července – Erich Brandenburg, německý historik († 22. ledna 1946)
- 2. srpna – Konstantin I. Řecký, řecký král († 11. ledna 1923)
- 6. srpna – Paul Claudel, francouzský básník a dramatik († 23. února 1955)
- 10. srpna – Hugo Eckener, německý organizátor vzducholodní dopravy († 14. srpna 1954)
- 17. srpna – Edward Abramowski, polský filozof, anarchista, psycholog († 21. června 1918)
- 23. srpna
  - Dušan Jurkovič, slovenský architekt († 21. prosince 1947)
  - Paul Otlet, belgický právník, spisovatel a mírový aktivista († 10. prosince 1944)
  - Quidó Hoepfner, maďarský architekt († 26. února 1945)
- 3. září
  - Mary Parker Follettová, americká průkopnice managementu († 18. prosince 1933)
  - Adolf de Meyer, německý fotograf († 6. ledna 1946)
- 7. září – Blanka Bourbonsko-Kastilská, princezna španělská, rakouská arcivévodkyně († 25. října 1949)
- 16. září – Albert William Herre, americký ichtyolog a lichenolog († 16. ledna 1962)
- 24. září – Tomás López Torregrosa, španělský hudební skladatel († 23. června 1913)
- 8. října – Max Slevogt, německý malíř († 30. září 1932)
- 11. října – Ernst Kornemann, německý historik († 4. prosince 1946)
- 12. října – August Horch, německý automobilový konstruktér († 3. února 1951)
- 16. října – Franz von Epp, německý generál († 31. prosince 1946)
- 18. října – Ernst Schaible, předlitavský generál a politik († 6. února 1956)
- 24. října – Alexandra David-Néelová, francouzská cestovatelka, buddhistka a spisovatelka († 8. září 1969)
- 28. října – James Connolly, americký atlet a spisovatel († 20. ledna 1957)
- 30. října – Carlos Reyles, uruguayský romanopisec († 24. července 1938)
- 4. listopadu – Camille Jenatzy, belgický automobilový závodník († 8. prosince 1913)
- 7. listopadu – Marcell Komor, maďarský architekt († 29. listopadu 1944)
- 8. listopadu – Felix Hausdorff, německý matematik († 26. ledna 1942)
- 9. listopadu – Marie Dresslerová, americká herečka († 28. července 1934)
- 10. listopadu – Gičin Funakoši, okinawský mistr karate († 26. dubna 1957)
- 22. listopadu
  - Elvíra Bavorská, vnučka krále Ludvíka I. Bavorského († 1. dubna 1943)
  - John Nance Garner, viceprezident USA († 7. listopadu 1967)
- 25. listopadu – Arnošt Ludvík Hesenský, poslední velkovévoda hesenský († 9. října 1937)
- 2. prosince
  - Francis Jammes, francouzský básník a prozaik († 1. listopadu 1938)
  - Leopold Ferdinand Salvátor, syn Ferdinanda IV. Toskánského († 4. července 1935)
- 5. prosince – Arnold Sommerfeld, německý teoretický fyzik († 26. dubna 1951)
- 9. prosince
  - Ivan Regen, slovinský biolog a entomolog († 27. července 1947)
  - Fritz Haber, německý fyzikální chemik († 29. ledna 1934)
- 19. prosince – Eleanor H. Porterová, americká spisovatelka knih pro děti a mládež († 21. května 1920)
- 21. prosince – Rudolf Abel, německý bakteriolog († 8. srpna 1942)
- 23. prosince – Anastázie Černohorská, princezna černohorská, velkokněžna ruská († 25. listopadu 1935)
- 24. prosince – Emanuel Lasker, německý šachový velmistr († 11. ledna 1941)
- 27. prosince
  - Arcivévoda Ferdinand Karel, rakouský arcivévoda († 12. března 1915)
  - Joseph de Tonquedec, katolický kněz, vymítač ďábla města Paříž († 21. listopadu 1962)
- ? – Edith Hollowayová, anglická šachistka († 1956)

## Úmrtí
Automatický abecedně řazený seznam viz Kategorie:Úmrtí v roce 1868

### Česko

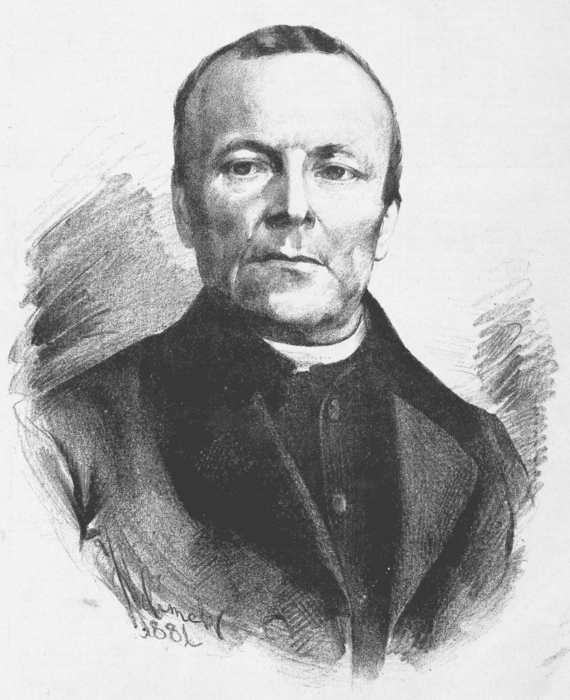
František Sušil († 31. května)

- 7. ledna – Jan Nepomuk Eiselt, lékař (* 24. května 1805)
- 14. března – Ferdinand Jitschinsky, hospodářský správce a archivář (* 25. února 1793)
- 17. března – Karel Balling, chemik a rektor Pražské polytechniky (* 21. dubna 1805)
- 5. dubna
  - Karel Purkyně, malíř (* 15. března 1834)
  - Jan Evangelista Kypta, kantor a hudební skladatel (* 1. prosince 1813)
- 26. dubna – Karel Strakatý, operní pěvec (* 2. července 1804)
- 12. května – Rudolf von Thyssebaert, olomoucký prelát a biskup (* 29. dubna 1798)
- 23. května – Ivan Bohdan Staněk, chemik, politik, básník a novinář (* 29. května 1828)
- 31. května – František Sušil, národní buditel (* 18. června 1804)
- 11. června – Eugen Karel Czernin z Chudenic, rakousko-český historik, topograf, velkostatkář a průmyslník (* 4. listopadu 1796)
- 22. června – Jan Ohéral, spisovatel a novinář (* 21. září 1810)
- 30. června – August Jakub Rott, podnikatel, výrobce hudebních nástrojů (* 30. května 1815)
- 20. července – Jan Bedřich Kittl, skladatel (* 8. května 1806)
- 22. července – Zikmund Kolešovský, hudební skladatel a pedagog (* 2. května 1817)
- 8. října – Jan Hostivít Pospíšil, nakladatel a knihkupec (* 30. května 1785)
- 19. listopadu – Petr Faster, vlastenec a revoluční politik (* 29. června 1801)
- 21. listopadu
  - Karel Boleslav Štorch, obrozenecký spisovatel a novinář (* 15. listopadu 1812)
  - Ondřej Zelinka, rakouský právník a politik moravského původu (* 23. února 1802)
- 25. listopadu – Bedřich Schnirch, inženýr, projektant a inspektor c. a k. státní dráhy (* 7. června 1791)
- 12. prosince – Josef Zikmund, advokát a politik (* 17. února 1810)
- 13. prosince – Wenzel Dreßler, lékař a politik německé národnosti (* 5. prosince 1832)
- 28. prosince – Karel Chotek, šlechtic, nejvyšší český purkrabí (* 23. července 1783)

### Svět

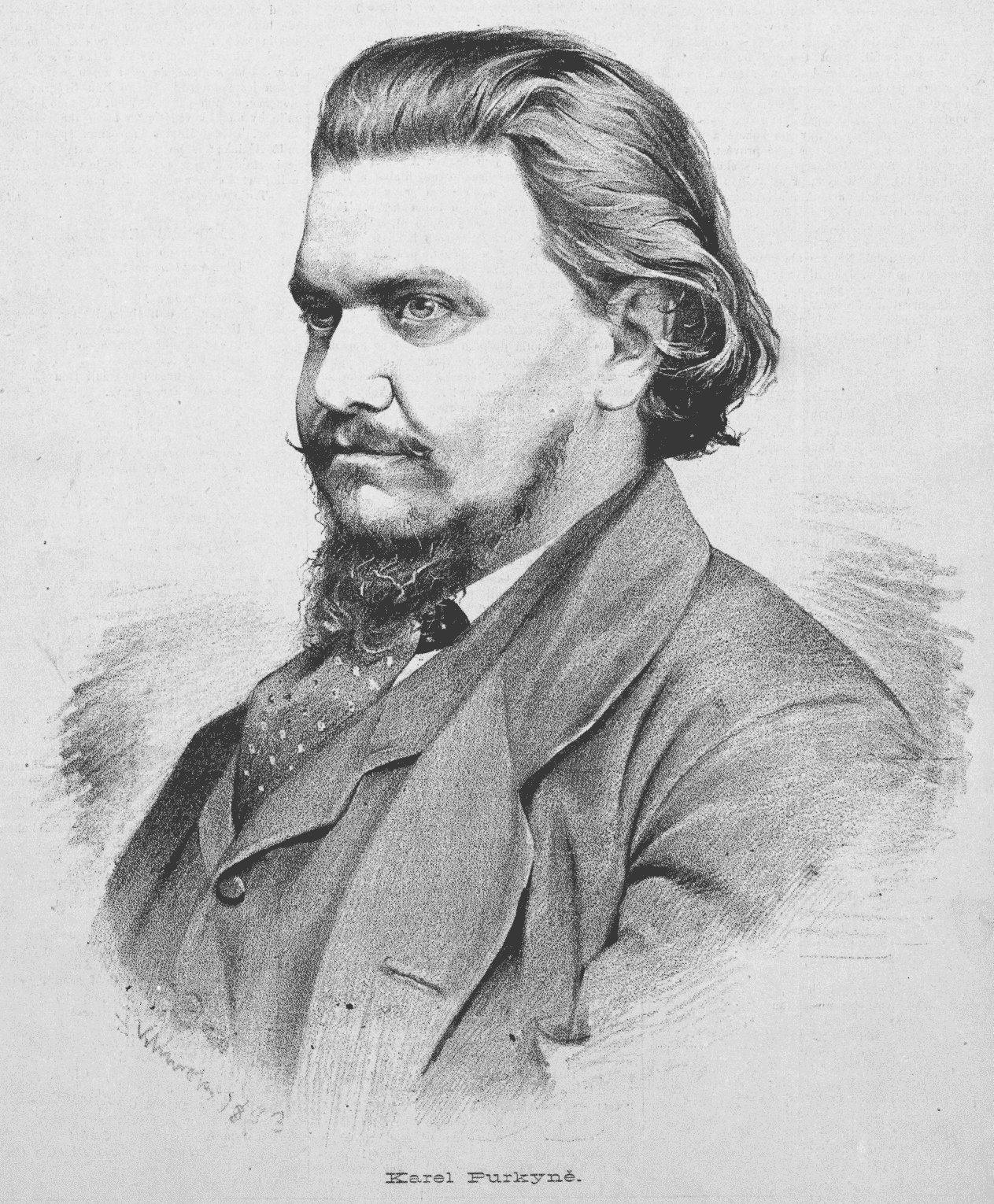
Karel Purkyně († 5. dubna)

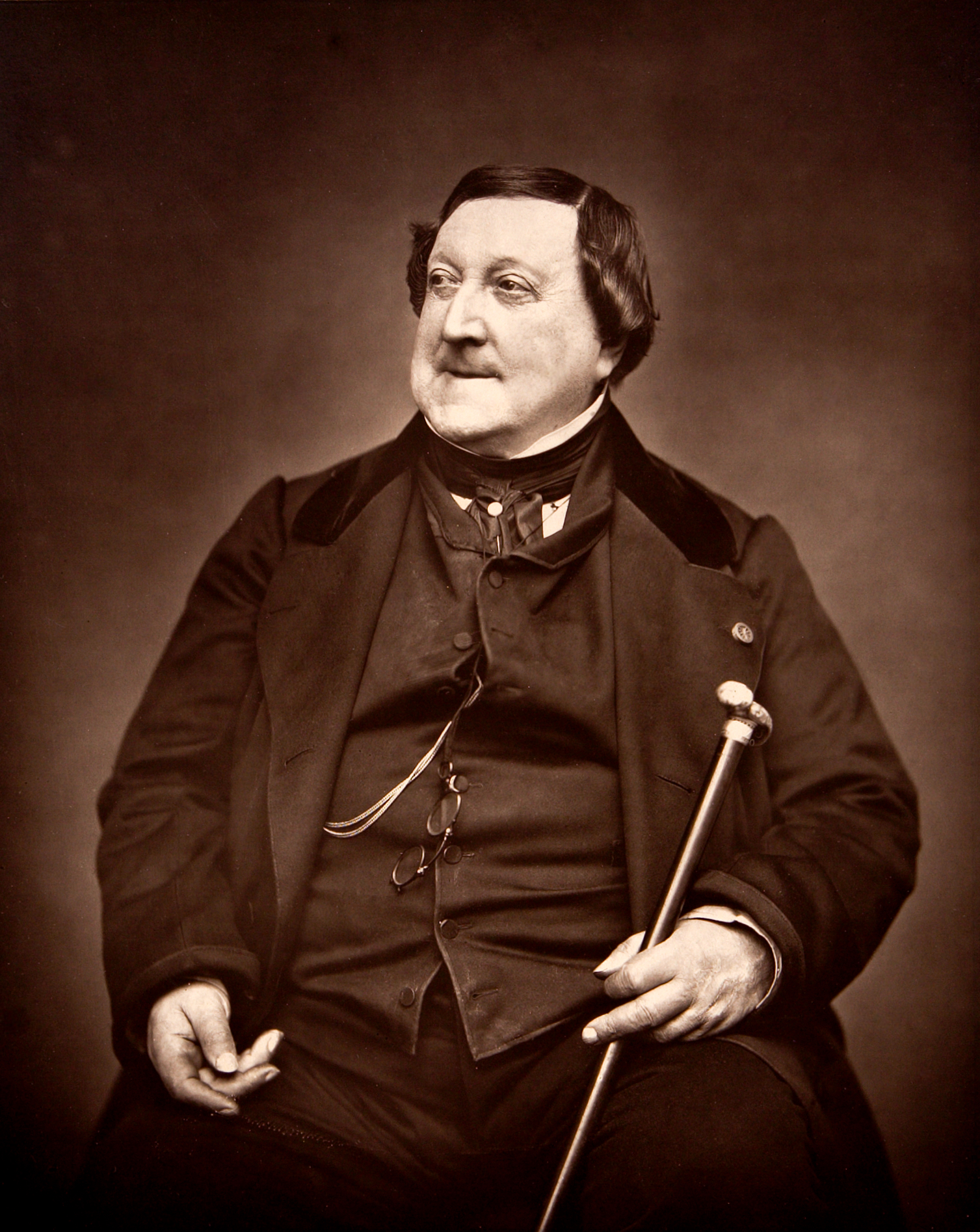
Gioacchino Rossini († 13. listopadu)

- 8. ledna – Auguste Maquet, francouzský prozaik a dramatik (* 13. září 1813)
- 28. ledna – Adalbert Stifter, rakouský spisovatel (* 23. října 1805)
- 30. ledna – Eléonore Denuelle de La Plaigne, milenka císaře Napoleona Bonaparte (* 13. září 1787)
- 10. února – David Brewster, skotský fyzik a matematik (* 11. prosince 1781)
- 11. února – Léon Foucault, francouzský fyzik (* 18. září 1819)
- 21. února – Giuseppe Abbati, italský malíř (* 13. ledna 1836)
- 29. února – Ludvík I. Bavorský, bavorský král (* 25. srpna 1786)
- 15. března – François-Édouard Picot, francouzský neoklasicistní malíř (* 17. října 1786)
- 3. dubna – Franz Berwald, švédský hudební skladatel a houslista (* 23. července 1796)
- 4. dubna – Eduard van der Nüll, rakouský architekt (* 9. ledna 1812)
- 7. května – Henry Brougham, skotský politik a státník (* 19. září 1778)
- 18. května – Karl Mayet, německý šachový mistr (* 11. srpna 1810)
- 1. června – James Buchanan, americký prezident (* 23. dubna 1791)
- 10. června – Michal Obrenović III., srbský kníže (* 16. září 1823)
- 11. června
  - August Sicard von Sicardsburg, rakouský architekt (* 6. prosince 1813)
  - James Brooke, britský dobrodruh, rádža ze Sarawaku (* 29. dubna 1803)
- 15. července – William Morton, americký stomatolog (* 9. srpna 1819)
- 1. srpna – Petr Julián Eymard, francouzský kněz prohlášený za svatého (* 4. února 1811)
- 19. září – Gerhard von dem Busch, německý lékař, odborný překladatel a malakolog (* 22. září 1791)
- 26. září – August Ferdinand Möbius, německý matematik (* 17. listopadu 1790)
- 27. září – August Bedřich Piepenhagen, německý malíř žijící v Praze (* 2. srpna 1791)
- 2. října – François-Christophe-Edouard Kellermann, francouzský státník († 16. dubna 1802)
- 26. října – Wilhelm Griesinger, německý psychiatr (* 29. července 1817)
- 27. října – Alexandre Colonna-Walewski, francouzský politik (* 4. května 1810)
- 2. listopadu – Carl Henrik Boheman, švédský entomolog (* 10. července 1796)
- 13. listopadu – Gioacchino Rossini, italský skladatel (* 29. února 1792)
- 14. listopadu – František Kristián Wieser, řeholník, kněz a teolog (* 30. prosince 1800)
- 6. prosince – August Schleicher, německý jazykovědec (* 19. února 1821)
- 14. prosince – Mario Aspa, italský hudební skladatel (* 18. října 1795)
- 18. prosince – Ferdinand Lobkowitz kníže ze šlechtického rodu Lobkoviců (* 13. dubna 1797)
- ? – Damat Mehmed Ali Paša, osmanský velkovezír (* 1813)

## Hlavy států
- Papež – Pius IX. (1846–1878)
- Království Velké Británie – Viktorie (1837–1901)
- Francie – Napoleon III. (1852–1870)
- Uherské království – František Josef I. (1848–1916)
- Rakouské císařství – František Josef I. (1848–1916)
- Rusko – Alexandr II. (1855–1881)
- Prusko – Vilém I. (1861–1888)
- Bavorsko – Ludvík II. (1864–1886)
- Dánsko – Kristián IX. (1863–1906)
- Švédsko – Karel XV. (1859–1872)
- Belgie – Leopold II. Belgický (1865–1909)
- Nizozemsko – Vilém III. Nizozemský (1849–1890)
- Řecko – Jiří I. Řecký (1863–1913)
- Španělsko – Isabela II. Španělská (1830–1870)
- Portugalsko – Ludvík I. Portugalský (1861–1889)
- Itálie – Viktor Emanuel II. (1861–1878)
- Rumunsko – Karel I. Rumunský (1866–1881 kníže, 1881–1914 král)
- Osmanská říše – Abdulaziz (1861–1876)
- USA – Andrew Johnson (1865–1869)
- Japonsko – Meidži (1867–1912)